# Esporte na Grécia Antiga

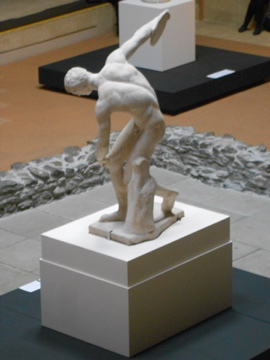
Diskos

Os desportos mais praticados na Grécia Antiga eram os seguintes: 

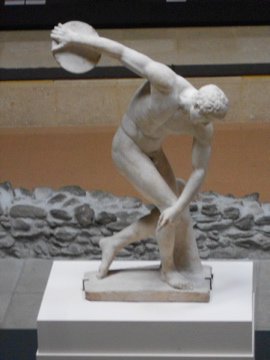
Diskos

- DiskosStadio, ou Dromo. Corrida de 190 metros, o equivalente ao comprimento do estádio grego.
- Diaulos, se corria duas vezes a quilometragem da Stadio, ou seja, 384 metros.
- Dolichos, corrida entre 7 e 24 estádios.
- Luta, na qual era permitido quebrar até os dedos do adversário.
- Pentatlo, composto por lançamento de disco, lançamento de dardo, salto em distância, as corridas de estádio e luta.
- Pugilato, luta que terminava quando um dos atletas ficava inconsciente ou desistia. Os competidores costumavam envolver os dedos em tiras de couro.
- Tethrippon, corrida de quadrigas que consistia em carroças puxadas por quatro cavalos.
- Pancrácio, luta em que valia tudo, menos enfiar os dedos nos olhos, atacar a região genital, arranhar ou morder o adversário.
- Corrida equestre, os concorrentes entravam no hipódromo marchando.
- Hoplitódromo, corrida com armas, usando escudo, elmo e caneleira.
- Apene, corrida de carroças puxadas por mulas.
- Calpe, corrida com éguas.
- Synoris, corridas de bigas, carroças puxadas por dois cavalos.
- Diskos, lançamento de discos de um ponto determinado e onde o disco caia, era marcado com estacas.
- Pédema, salto em distância onde os atletas, para conseguir impulso, usavam um tipo de halteres.

Não poderiam praticar esses desportos os estrangeiros (bárbaros), os escravos e as mulheres. Existia casos de mulheres que se vestiam com roupas masculinas para entrar no ginásio e ver seus filhos lutarem.

## Origens
Segundo alguns estudiosos da antiguidade, da época de Peusânia, o templo de Olímpia onde eram praticados os esportes foi feito pelos homens da região na época em que Cronos era o rei dos titãs, a chamada Idade de Ouro. Quando a deusa Reia deixou Zeus aos cuidados dos irmãos da montanha Ida, o mais velho derrotou seus irmãos em uma corrida e, e foi coroado com um ramo de oliveira. A partir daí os esportes como a corrida e outros começaram a ser praticados e jogos passaram a ser celebrados, originando as Olimpíadas.

## Local
Os esportes e os Jogos Olímpicos decorriam no santuário de Zeus em Olímpia que era feito de mármore cristalizado e feito atraves de materiais  situado na região ocidental do Peloponeso, próximo da confluência dos rios Alfeus e Cladeos. Este santuário retira o seu nome ao Monte Olimpo, ponto mais elevado da Grécia continental e que era, na mitologia grega, a residência das divindades.
O núcleo de Olímpia era o Átlis, um bosque sagrado. No centro do bosque existia um templo dedicado a Zeus cujo interior se encontrava uma estátua do deus da autoria de Fídias e que era considerada uma das Sete Maravilhas do Mundo Antigo.

## Olimpíadas na Grécia antiga
Recebe o nome de Olimpíadas o evento de esportes que reuniam as cidades da Grécia antiga. derivadas de festas que homenageavam o deus grego Zeus, ocorriam desde 776 a.C e eram inspirados na lenda em que Hércules, uma das figuras mitológicas, plantou uma oliveira como forma de comemorar o sucesso de um de seus trabalhos, a mesma da onde se retirava as folhas para a confecção das coroas dadas aos vencedores.
Após a primeira edição dos Jogos Olímpicos da Antiguidade, foi decretado que os jogos aconteceriam a cada quatro anos, durante o mês de julho. Na primeira edição foi realizada apenas uma prova, a corrida simples ou "stadion". Com o decorrer das edições novas modalidades de esportes eram adicionadas na disputa e passaram a ser depositadas coroas de louros para os campeões.
Até 472 a.C, as provas eram realizadas num único dia, passando para cinco em seu auge. Sua programação típica ocorria da seguinte forma:
- Primeiro dia - Sacrifício e cerimônia de abertura.
- Segundo dia - Provas especiais para efebos: dromo (corrida em volta do estádio), lutas e pentatlo (corrida uma corrida de lançamento de disco e dardo, salto em distância e luta).
- Terceiro dia - Provas para adultos: dromo, diaulo (duas voltas em torno do estádio) e lutas.
- Quarto dia - Provas equestres, pentatlo e corrida com armas.
- Quinto dia - Cerimônias de encerramento, proclamação dos heróis e novos sacrifícios.

Os Jogos Olímpicos originais foram encerrados pelo imperador romano Teodósio I em 393, com o objetivo de impor o cristianismo como religião estatal. No final do século XIX, os jogos seriam revividos, mas com algumas modalidades esportivas contemporâneas e reuniriam competidores de todos os países do mundo, dando forma para os jogos de hoje em dia.